# غوين سيباستيان
غوين سيباستيان (بالإنجليزية: Gwen Sebastian)‏ هي مغنية وكاتبة غنائية أمريكية، ولدت في 3 مايو 1974 في هيربون في الولايات المتحدة.

## وصلات خارجية
- الموقع الرسمي
- غوين سيباستيان على موقع ميوزك برينز (الإنجليزية)
- غوين سيباستيان على موقع ديسكوغز (الإنجليزية)